# جونيور مورينو
جونيور مورينو (بالإسبانية: Junior Moreno)‏ هو لاعب كرة قدم كولومبي، ولد في 19 يناير 1997.

## روابط خارجية
- جونيور مورينو على موقع Soccerway.com (الإنجليزية)